# ГЕС Oahe
ГЕС Oahe — гідроелектростанція у штаті Південна Дакота (Сполучені Штати Америки). Знаходячись між ГЕС Гаррісон (вище по течії) та ГЕС Біг-Бенд, входить до складу каскаду на річці Міссурі, найбільшій правій притоці Міссісіпі (басейн Мексиканської затоки).
В межах проекту річку перекрили земляною греблею висотою 75 метрів, довжиною 2835 метрів та товщиною по основі 914 метрів, яка потребувала 70,7 млн м3 матеріалу (крім того, на водоскид довжиною 139 метрів витратили 799 тис. м3 бетону). Вона утримує витягнуте по долині Міссурі на 372 км водосховище з площею поверхні 834 км2 та об'ємом 28,5 млрд м3, в якому припустиме коливання рівня у операційному режимі між позначками 490 та 493 метри НРМ (у випадку повені до 494 метрів НРМ).
Через сім тунелів діаметром по 7,3 метра та довжиною від 1 до 1,22 км ресурс потрапляє до пригреблевого машинного залу, поряд з яким розташовані 14 вирівнювальних резервуарів баштового типу. Основне обладнання станції становлять сім турбін типу Френсіс потужністю по 118,2 МВт (загальна номінальна потужність станції рахується на рівні 786 МВт), які працюють при напорі від 35 до 62 метрів (номінальний напір 56 метрів).